# Ernesto Vecchi
Ernesto Vecchi (4 de enero de 1936 - 28 de mayo de 2022) fue un obispo italiano.

## Formación y ministerio sacerdotal
Completó sus estudios teológicos en el seminario arzobispal de Bolonia. Posteriormente, obtuvo la licenciatura en teología en la Facultad Teológica del Norte de Italia.
El 25 de julio de 1963, fue ordenado sacerdote por el cardenal Giacomo Lercaro, para quién fue secretario personal entre 1963 y 1969. De 1969 a 1989, fue párroco del Inmaculado Corazón de María en Borgo Panigale. De 1978 a 1985, ocupó el cargo de vicario pastoral de la zona de Bolonia Oeste; de 1985 a 1991, fue vicario episcopal para el Culto y la Santificación.
El 15 de octubre de 1982 fue nombrado canónigo de la Basílica de San Petronio; desde el 30 de junio de 1987 fue prelado honorario del papa Juan Pablo II y desde el 6 de diciembre de 1993 protonotario apostólico supernumerario.
El 11 de diciembre de 1987, el cardenal Giacomo Biffi lo nombró Provicario General y Moderador de Curiae. De 1991 a 2005, fue Vicario Episcopal para la Nueva Evangelización. De 1994 a 2011, enseñó Teología Pastoral en la Facultad de Teología de Emilia-Romaña, y en 1997 presidió el comité organizador del XXIII Congreso Eucarístico Nacional, celebrado en Bolonia.

## Ministerio episcopal
El 18 de julio de 1998 el Papa Juan Pablo II lo nombró obispo auxiliar de Bolonia y obispo titular de Lemellefa,  recibiendo el 13 de septiembre la ordenación episcopal en la Catedral de San Pedro (Bolonia) del cardenal Giacomo Biffi, con los obispos Piero Marini (más tarde arzobispo) y Claudio Stagni como co-consagrantes.
El 28 de mayo del 2004, el arzobispo Carlo Caffarra lo nombró vicario general de la archidiócesis; sucedió a Claudio Stagni, que había sido nombrado obispo de Faenza-Modigliana.
El 8 de febrero del 2011, el Papa Benedicto XVI aceptó su renuncia, presentada por haber alcanzado el límite de edad.
El 2 de febrero de 2013 fue nombrado administrador apostólico de Terni-Narni-Amelia para afrontar una delicada cuestión económica en la que se encontraba involucrada la diócesis; cesando en su cargo el 21 de junio de 2014, con la entrada del nuevo obispo Giuseppe Piemontese.
Murió repentinamente en su casa de Bolonia, a la edad de 86 años, el 28 de mayo de 2022. Tras su funeral, celebrado el 31 de mayo en la Catedral de San Pedro por el cardenal Matteo Maria Zuppi, fue enterrado en la iglesia parroquial de la aldea de San Mateo de la Decima en el municipio de San Giovanni in Persiceto cerca de Bolonia.Ernesto Vecchi (4 de enero de 1936 - 28 de mayo de 2022) fue un obispo italiano.

## Formación y ministerio sacerdotal
Completó sus estudios teológicos en el seminario arzobispal de Bolonia. Posteriormente, obtuvo la licenciatura en teología en la Facultad Teológica del Norte de Italia.
El 25 de julio de 1963, fue ordenado sacerdote por el cardenal Giacomo Lercaro, para quién fue secretario personal entre 1963 y 1969. De 1969 a 1989, fue párroco del Inmaculado Corazón de María en Borgo Panigale. De 1978 a 1985, ocupó el cargo de vicario pastoral de la zona de Bolonia Oeste; de 1985 a 1991, fue vicario episcopal para el Culto y la Santificación.
El 15 de octubre de 1982 fue nombrado canónigo de la Basílica de San Petronio; desde el 30 de junio de 1987 fue prelado honorario del papa Juan Pablo II y desde el 6 de diciembre de 1993 protonotario apostólico supernumerario.
El 11 de diciembre de 1987, el cardenal Giacomo Biffi lo nombró Provicario General y Moderador de Curiae. De 1991 a 2005, fue Vicario Episcopal para la Nueva Evangelización. De 1994 a 2011, enseñó Teología Pastoral en la Facultad de Teología de Emilia-Romaña, y en 1997 presidió el comité organizador del XXIII Congreso Eucarístico Nacional, celebrado en Bolonia.

## Ministerio episcopal
El 18 de julio de 1998 el Papa Juan Pablo II lo nombró obispo auxiliar de Bolonia y obispo titular de Lemellefa,  recibiendo el 13 de septiembre la ordenación episcopal en la Catedral de San Pedro (Bolonia) del cardenal Giacomo Biffi, con los obispos Piero Marini (más tarde arzobispo) y Claudio Stagni como co-consagrantes.
El 28 de mayo del 2004, el arzobispo Carlo Caffarra lo nombró vicario general de la archidiócesis; sucedió a Claudio Stagni, que había sido nombrado obispo de Faenza-Modigliana.
El 8 de febrero del 2011, el Papa Benedicto XVI aceptó su renuncia, presentada por haber alcanzado el límite de edad.
El 2 de febrero de 2013 fue nombrado administrador apostólico de Terni-Narni-Amelia para afrontar una delicada cuestión económica en la que se encontraba involucrada la diócesis; cesando en su cargo el 21 de junio de 2014, con la entrada del nuevo obispo Giuseppe Piemontese.
Murió repentinamente en su casa de Bolonia, a la edad de 86 años, el 28 de mayo de 2022. Tras su funeral, celebrado el 31 de mayo en la Catedral de San Pedro por el cardenal Matteo Maria Zuppi, fue enterrado en la iglesia parroquial de la aldea de San Mateo de la Decima en el municipio de San Giovanni in Persiceto cerca de Bolonia.